# Musée Otto-Lilienthal
Le musée Otto-Lilienthal, situé à Anklam (Allemagne), est un musée de l'aviation qui est consacré au pionnier de l'aviation Otto Lilienthal né dans cette ville en 1848.

## Histoire
Dès 1927 la ville natale d'Otto Lilienthal possède un musée d'histoire locale qui expose des objets de la vie et de l’œuvre de ce pionnier de l'aviation ainsi qu'une réplique du planeur Normalsegelapparat. En 1972 le musée déménagea dans le bâtiment actuel. En 1980 on décida de dédier un musée spécifique à Otto Lilienthal. Le musée d'histoire locale fut transféré dans la tour Anklamer Steintor en 1989 et en 1991 on inaugura le musée actuel à l'occasion du centenaire du premier vol humain. En 1996, à l'occasion du 100e anniversaire du décès d'Otto Lilienthal, on inaugura un nouveau hall d'une surface supplémentaire de 300 m2.

## Exposition permanente

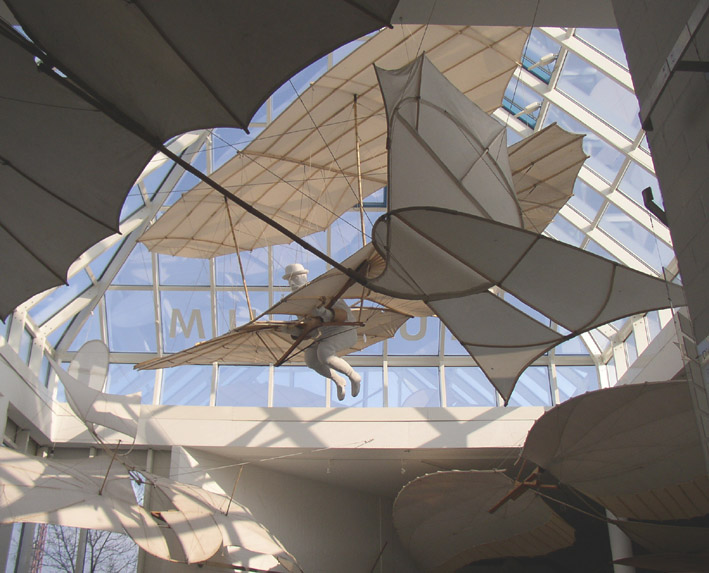
Vue du hall d'exposition du musée.

L'exposition permanente du musée montre des répliques de toutes les constructions aéronautiques célèbres de Lilienthal ainsi que ses constructions dédiées aux essais aérodynamiques.